# Daniel Butterfield

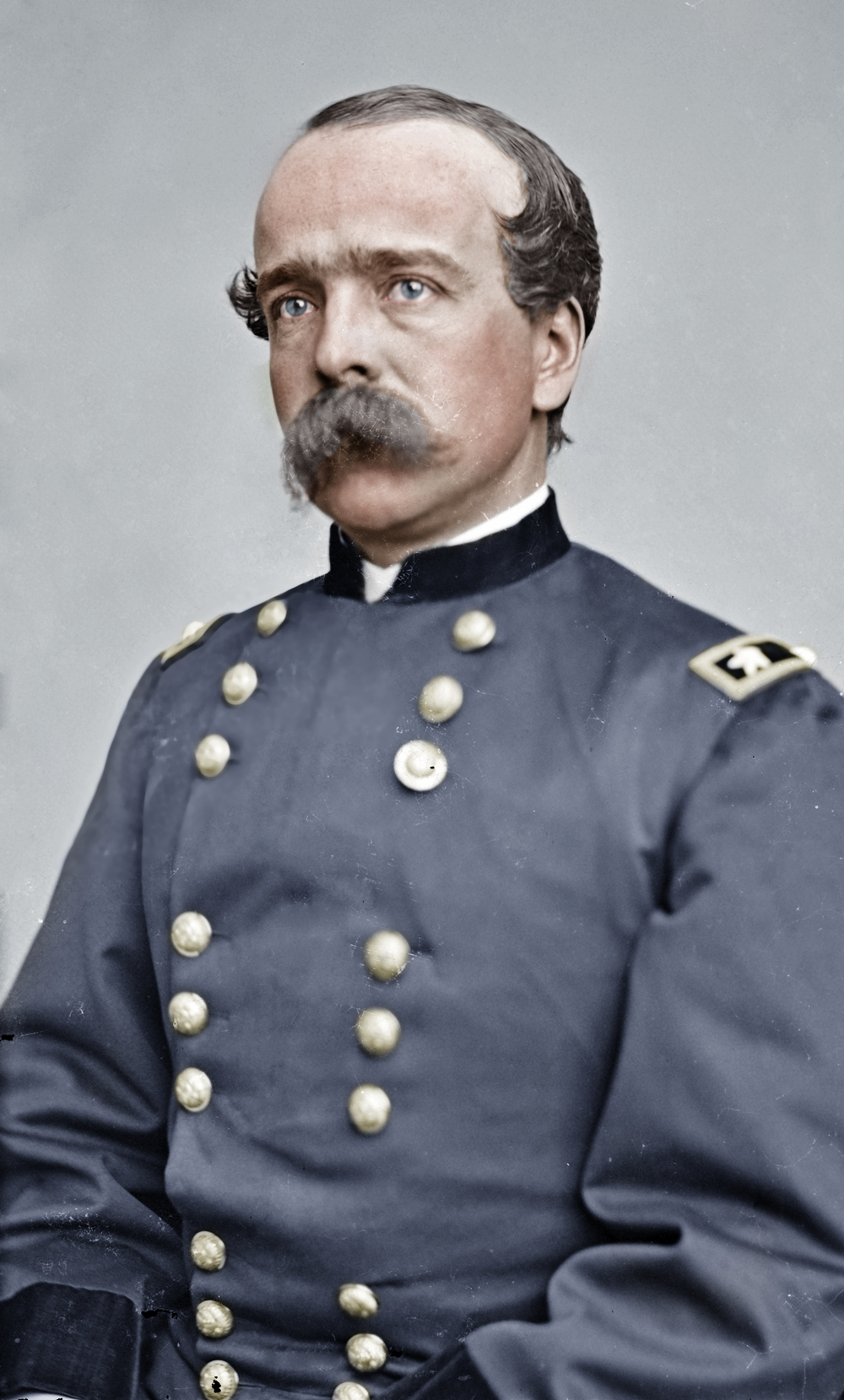
O general da União Daniel Butterfield.

Daniel Adams Butterfield (nascido em 31 de outubro de 1831 - 17 de julho de 1909) foi um empresário e soldado dos Estados Unidos. Se formou em Union College em 1849, e tornou-se um comerciante de Nova Iorque. Com o início da Guerra Civil em 1861, ele foi um coronel. Demonstrando liderança em combates militares no Potomac e no vale de Shenandoah.

## Fonte da tradução
- Este artigo foi inicialmente traduzido, total ou parcialmente, do artigo da Wikipédia em inglês cujo título é «Daniel Butterfield».